# Târnava
Târnava (fulde navn på rumænsk: Râul Târnava; ungarsk: Küküllő; tysk: Kokel; tyrkisk: Kokul eller Kokulu) er en flod i Rumænien. Den er dannet ved sammenløbet af Târnava Mare og Târnava Mică i byen Blaj. Târnava løber ud i Mureș efter 23 km[2] nær byen Teiuș. De to kildefloder til Târnava er Târnava Mare og Târnava Mică, og dens bifloder omfatter Tur, Izvorul Iezerului, Secaș og Dunărița. Dens afvandingsområde dækker et område på 6.253 km2. :22 